# Campeonato Mundial de Escalada de 2003
El VII Campeonato Mundial de Escalada se celebró en Chamonix (Francia) entre el 9 y el 13 de julio de 2003 bajo la organización de la Federación Internacional de Escalada Deportiva (IFSC) y la Federación Francesa de Deportes de Escalada.

## Medallistas

### Masculino
| Evento     | Oro                            | Plata                   | Bronce                      |
| ---------- | ------------------------------ | ----------------------- | --------------------------- |
| Dificultad | Tomáš Mrázek · República Checa | Patxi Usobiaga · España | David Caude Francia         |
| Velocidad  | Maxym Stienkovy · Ucrania      | Tomasz Oleksy · Polonia | Alexandr Peshejonov · Rusia |
| Bloques    | Christian Core · Italia        | Jérôme Meyer Francia    | Tomasz Oleksy · Polonia     |

### Femenino
| Evento     | Oro                      | Plata                      | Bronce                   |
| ---------- | ------------------------ | -------------------------- | ------------------------ |
| Dificultad | Muriel Sarkany · Bélgica | Emilie Pouget Francia      | Sandrine Levet Francia   |
| Velocidad  | Olena Riepko · Ucrania   | Tatiana Ruiga · Rusia      | Valentina Yurina · Rusia |
| Bloques    | Sandrine Levet Francia   | Nataliya Perlova · Ucrania | Fanny Rogeaux Francia    |

## Medallero
| Núm. | País            | Oro | Plata | Bronce | Total |
| ---- | --------------- | --- | ----- | ------ | ----- |
| 1    | Ucrania         | 2   | 1     | 0      | 3     |
| 2    | Francia         | 1   | 2     | 3      | 6     |
| 3    | Bélgica         | 1   | 0     | 0      | 1     |
| 3    | Italia          | 1   | 0     | 0      | 1     |
| 3    | República Checa | 1   | 0     | 0      | 1     |
| 6    | Rusia           | 0   | 1     | 2      | 3     |
| 7    | Polonia         | 0   | 1     | 1      | 2     |
| 8    | España          | 0   | 1     | 0      | 1     |
|      | TOTAL           | 6   | 6     | 6      | 18    |